# Boembeke (helling)

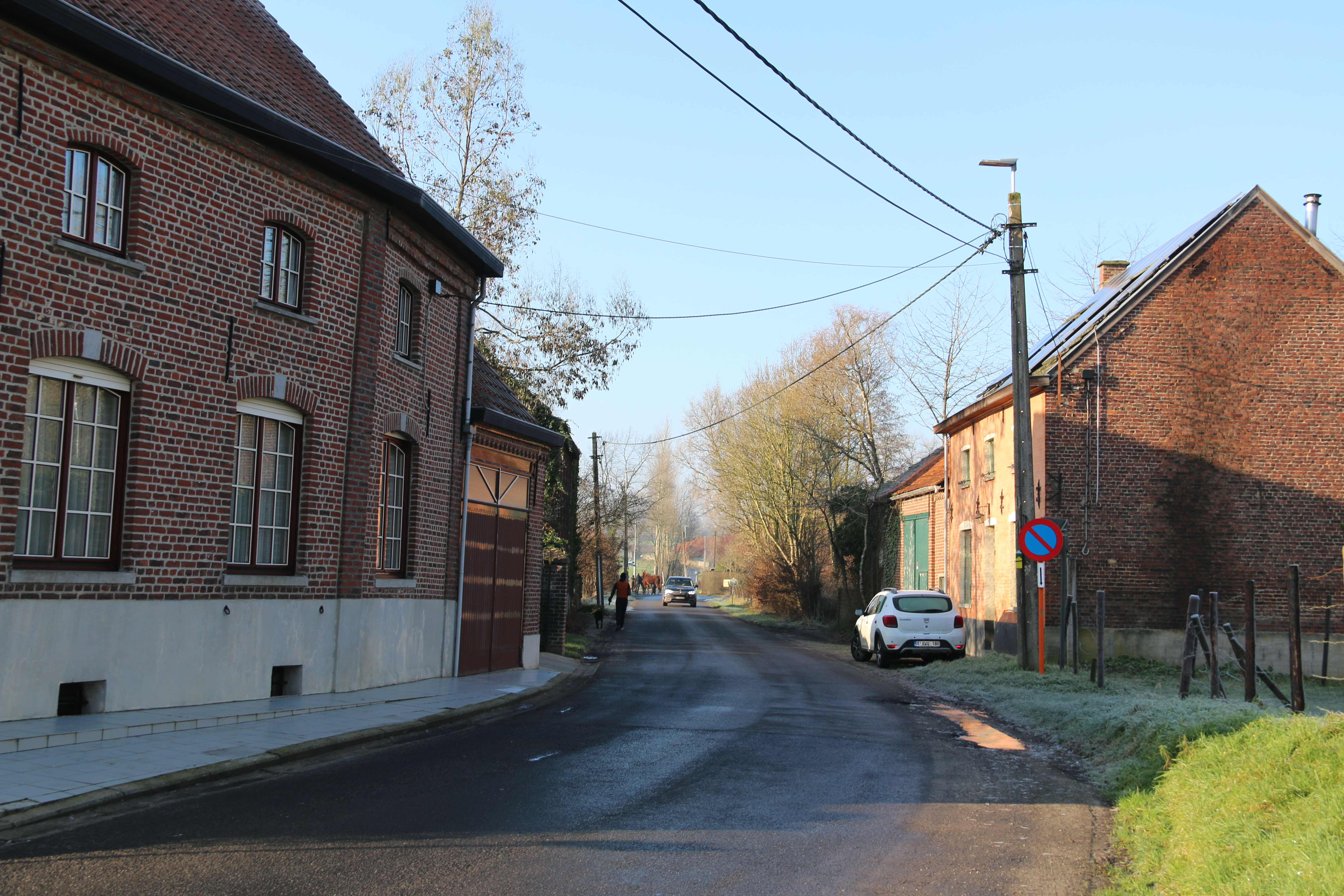
Begin van de helling aan de Boembekemolen

De Boembeke is een helling in Rozebeke. In sommige wielerwedstrijden wordt de helling aangeduid als Boembeek.

## Wielrennen
De helling wordt in 2016 opgenomen in de Omloop Het Nieuwsblad, als vervanger voor de Molenberg waar op dat moment wegenwerken bezig zijn. In 2022, 2023, 2024 en 2025 is de helling opgenomen in Kuurne-Brussel-Kuurne.